# Суркова, Валерия Валентиновна
Валерия Валентиновна Суркова (род. 12 апреля 1977, Юрмала, Латвийская ССР, СССР) — российский театральный деятель, режиссер театра и кино, драматург, актриса. Ранее — главный режиссер Русского драматического театра Литвы (РДТЛ).
В творческой биографии - резонансные театральные постановки в московском театре «Гоголь-центр», Театре на Таганке, в Центре им. Вс. Мейерхольда, в Театр.doc, также в 2017 г. создан полнометражный фильм «Язычники».

## Биография
Родилась 12 апреля 1977 года в Юрмале. Отец — Сурков Валентин Михайлович (умер в 2006 году) – русский, родился в Калининградской области, ювелир; мать Суркова Ирина Георгиевна (родилась 14 сентября 1951 года) - русская, инженер-экономист.
После окончания школы поступила в Рижский технический университет (РТУ) на факультет экономики. Параллельно с учёбой занималась в театре-студии «Камертон». После третьего курса в РТУ оставила учёбу и поступила в Школу-студию МХАТ на курс Олега Табакова, которую окончила в 2002 году.
После окончания учёбы была принята в труппу театра «Et Сetera». Совмещала карьеру театральной актрисы со съемками в теле- и кинопроектах.
В 2008 году поступила в Школу документального кино при ВШЭ Марины Александровны Разбежкиной и Владимира Алексеевича Фенченко. После её окончания решила продолжить режиссерское образование, поступив в 2009 году на Высшие курсы сценаристов и режиссеров в мастерскую Владимира Ивановича Хотиненко, Павла Константиновича Финна и Владимира Алексеевича Фенченко.
В 2013 - 2014 училась в Школе театрального лидера в ЦИМ, нацеленной на знакомство молодых режиссёров и продюсеров с современной драматургией и особенностями театрального менеджмента.
Театральная деятельность
С января 2011 года начала активную деятельность в качестве театрального режиссера, сотрудничая с ведущими театрами и театральными фестивалями.
В 2011 году начала работать с Театр.doc, поставив в спектакль «Алконовеллы» (по пьесе Любови Мульменко). В 2012 году поставила на сцене театра спектакль «Язычники» (по пьесе драматурга Анны Яблонской, погибшей при теракте в аэропорту Домодедово в 2011 году), который много лет не выходит из репертуара и пользуется неизменной любовью зрителей.
В 2012 году начала сотрудничество с фестивалем-школой «TERRITORIЯ», поставив спектакль «Blackout» (по пьесе Михаила Дурненкова) и в 2014 году спектакль «Две девочки» (по пьесе Розаны Холл).
В 2013 году постановила спектакль «Девушка и старуха» (по пьесе Натальи Ворожбит) в рамках спецпроекта для открытия Новой сцены Александринского театра в Санкт-Петербурге.
Результатом работы с Театральным Центром им. Вс.Мейерхольда, Москва стали спектакль «Фундаменталисты» (по пьесе Юха Йокела) в 2013 году, спектакль «Пустота» (по пьесе Максима Черныша) в 2014 году.
С 2015 года начала работу с ведущими театрами России, поставив в Театре на Таганке спектакли «Золотой дракон» (по пьесе Р. Шиммельпфеннинга) и в 2019 году спектакль «Сосед» (по пьесе Павла Пряжко), в Гоголь-центре (Москва) в 2017 году осуществила постановку спектакля «Персона» по фильму И.Бергмана.
18 октября 2018 года в Риге, в бывшем кинотеатре DAILE, состоялась премьера спектакля Валерии Сурковой «TWHYS» (сокращенное слово от английского названия пьесы Михаила Дурненкова The War Hasn’t Yet Started – «Война еще не началась»). В постановке заняты звезды латвийского театра, артисты разных театральных школ и разных языковых культур: латышка Гуна Зариня, литовец Гитис Иванаускас и русский Александр Маликов. Спектакль исполняется на русском языке с титрами на латышском. Перевод пьесы сделал один из самых интересных современных латышских поэтов Арвис Вигулс.
Руководитель РДТЛ Ольга Полевикова: «Кандидатура Леры Сурковой выкристаллизировалась не сразу после сообщения Йонаса Вайткуса о его уходе с поста главного режиссера. Я хотела, чтобы пришел энергичный, глубокий, талантливый человек, которому было бы интересно создавать что-то вместе, объединить вокруг себя труппу, которого заботило бы развитие и рост труппы, поиск актуальных для нашего театра форм… Когда я наблюдала за работой Л. Сурковой с актерами, ее вовлеченностью в стратегию по связям с общественностью, особенностями ее общения, шаг за шагом мне становилось ясно, что она полностью соответствует требованиям, которые я выдвигала к будущему коллеге. Мне импонирует художественная эстетика Леры, ее понимание общего театрального контекста и, конечно же, человеческие качества…»
За время работы в РДТЛ поставила спектакль «Горка» (по пьесе Алексея Житковского),  зум - читку пьесы известного чешского писателя, драматурга Карела Чапека «Белая болезнь».
В конце 2020 года из-за возникших ограничений передвижения между странами в связи с коронавирусной пандемией и необходимостью быть в России с семьей Валерия Суркова оставила пост главного режиссера РДТЛ и вернулась в Москву, где сразу приступила к постановке спектакля в Театре на Таганке «Тоска» (по пьесе Михаила Дурненкова по мотивам оперы Джакомо Пуччини) и работе над своим вторым полнометражным кинофильмом.
Валерия Суркова была отборщиком фестиваля Любимовка-2021.
Кино
В 2009 году Валерия сняла документальный фильм «Одноклассники».
В 2017 году сняла дебютный полнометражный фильм «Язычники» по мотивам пьесы Анны Яблонской.

## Актёрские работы в кино
- 2005 — «Небесная жизнь» (реж. Илья Макаров)
- 2005 — «Заклятый друг» (реж. Игорь Озорнин)
- 2005 — «Девочки» (реж. Михаил Левитин)
- 2005 — «Кулагин и партнеры» (реж. Григорий Любомиров)
- 2006 — «Слабости сильной женщины» (реж. Борис Горлов)
- 2007 — «Артисты» (реж. Али Хамраев)

## Известные режиссёрские работы
- 2011 — «Алконовеллы» (драмм. Л. Мульменко). Театр.doc, Москва[2].
- 2012 — «Язычники» пьеса Анны Яблонской, Документальный театр «Театр.doc», Москва
- 2012 — «Blackout» пьеса Михаила Дурненкова, для фестиваля-школы «TERRITORIЯ», Москва
- 2013 — «Девушка и старуха» пьеса Натальи Ворожбит, спецпроект для открытия Новой сцены Александринского театра Санкт-Петербург.
- 2013 — «Остаться в Даугавпилсе» короткометражный спектакль в рамках театрального фестиваля-мастерской, "TELPA — «Daugavpils» («Пространство — Даугавпилс») Даугавпилс, Латвия
- 2013 — «Фундаменталисты» пьеса Юха Йокела, Театральный Центр им. Вс. Мейерхольда, Москва
- 2014 — «На своем месте», Вербатим. Драматург Иво Бриедис, Театр DIRTY DEAL TEATRO. Рига, Латвия.
- 2014 — «Психоночь» экспериментальные пьесы нон-стоп для фестиваля молодой драматургии «Любимовка», Москва ("Иван" Сергея Филиппова, "Диван" Натальи Гапоновой, "Эффект ложки" Анны Шафран-Сафроновой, "Коляски" Артема Головнина, "Кот" Михаила Соловьева, "Взорвись, мой город" Сергея Давыдова)[3]
- 2014 — «Две девочки» пьеса Розаны Холл, для фестиваля-школы «TERRITORIЯ», Москва
- 2014 — «Пустота» пьеса Максима Черныша, Театральный Центр им. Вс. Мейерхольда, Москва
- 2015 — «Вперед, Москвич», авторский проект Валерии Сурковой, драматург Марина Крапивина, Документальный спектакль о московском автомобильном заводе АЗЛК на территориях бывшего завода, Москва
- 2015 — «Золотой дракон» пьеса Р. Шиммельпфеннинга, Театр на Таганке
- 2017 — «Язычники» — фильм, снятый по известной пьесе драматурга Анны Яблонской
- 2017 — «Персона» по фильму И.Бергмана, Гоголь-центр, Москва
- 2019 — «Сосед» пьеса Павла Пряжко, театр на Таганке, Москва
- 2018 — «Война еще не началась», пьеса М.Дурненкова, Латвия, Рига
- 2019 — «Горка» пьеса Алексея Житковского, Русский драматический театр Литвы, Вильнюс